# Битва під Верками
Битва під Верками - битва, яка відбулась 21 жовтня 1658 року біля с. Верки (зараз район Вільнюса Вяркяй) між військом Речі Посполитої і Московського царства.

## Передумови
Після відмови Варшавського сейму 1658 року розглядати кандидатуру московського царя Олексія Михайловича на трон Речі Посполитої стосунки між двома державами загострились.
Щоб визначити принципи стосунків між двома державами, 26 листопада 1658 року у Вільно розпочались переговори, які зі сторони Речі Посполитої вели великий гетьман Павло Ян Сапіга і польний гетьман Вінцент Корвін-Госевський. Вони вели перемовини з позиції сили. Сапіга зі своїм військом стояв з південь від Вільно. Госевський з 1500 чоловік кінноти розташувався в єпископському маєтку Верки на північ від Вільно. Таким чином, військо Речі Посполитої фактично оточило Вільно, де стояло московське військо.

## Битва
Оскільки перемовини завершились безрезультатно, 21 жовтня Юрій Долгорукий напав на військо Госевського, щоб не дати змоги йому з'єднатись з військом Сапіги.
На початку битви литовці успішно атакували московське військо. Але у критичний момент Долгоруков увів у бій два резервні полки, які переламали хід битви. Литовське військо втекло. Загинуло та було взято у полон близько 200 вояків, гетьман Вінцент Корвін-Госевський також потрапив у московський полон. 
Між Річчю Посполитою та Московським царством відновились широкомасштабні бойові дії.